# Ікенгем (станція метро)

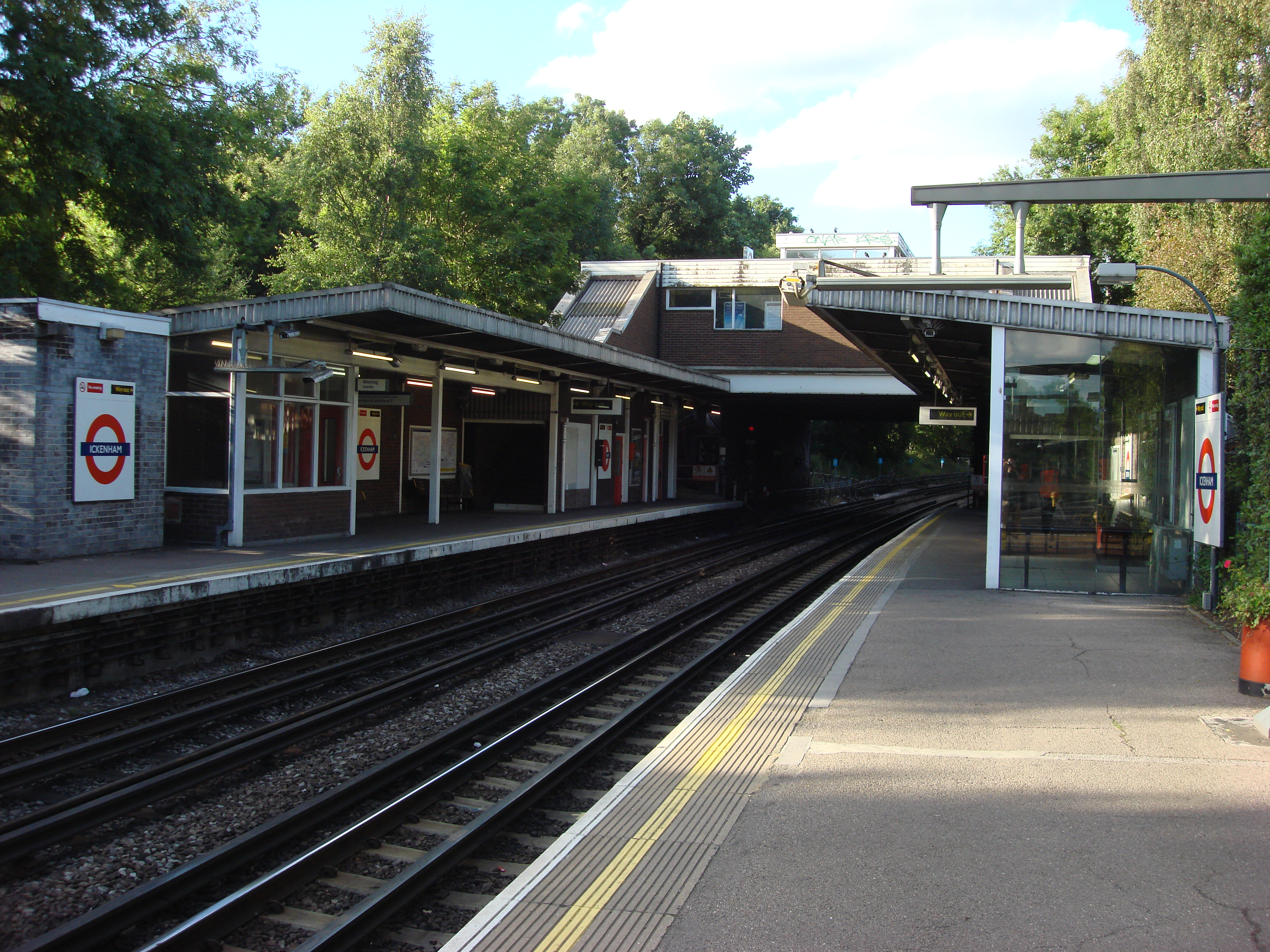
Платформи станції Ікенгем

51°33′43″ пн. ш. 0°26′31″ зх. д. / 51.561944° пн. ш. 0.441944° зх. д.
Ікенгем (англ. Ickenham) — станція ліній Метрополітен та Пікаділлі Лондонського метро. Розташована у 6-й тарифній зоні, у районі Ікенгем, боро Гіллінгдон на заході Великого Лондону, між станціями Гіллінгдон та Райсліп. Пасажирообіг на 2017 рік — 1.17 млн осіб.
Конструкція станція — наземна відкрита, з двома береговими платформами.

## Історія
- 25. вересня 1905 — відкриття станції у складі лінії Метрополітен[3]
- 1. березня 1910 — відкриття трафіку по станції лінії Дистрикт
- 23. жовтня 1933 — припинення трафіку лінії Дистрикт, відкриття трафіку лінії Пікаділлі.[4]

## Пересадки
- Пересадки на автобуси London Buses маршрутів: U10
- У кроковій досяжності знаходиться станція Вест-Райсліп

## Послуги
| Попередня станція | Лінія                            | Лінія                               | Лінія | Наступна станція |
| ----------------- | -------------------------------- | ----------------------------------- | ----- | ---------------- |
| Райсліп           |                                  | Лондонське метро Лінія Метрополітен |       | Гіллінгдон       |
| Райсліп           | Лондонське метро Лінія Пікаділлі |                                     |       | Гіллінгдон       |